# Micrerethista mochlacma
Micrerethista mochlacma är en fjärilsart som beskrevs av Edward Meyrick 1938. Micrerethista mochlacma ingår i släktet Micrerethista och familjen äkta malar. Inga underarter finns listade i Catalogue of Life.